# Associação Portuguesa para o Desenvolvimento das Comunicações
A  Associação Portuguesa para o Desenvolvimento das Comunicações (APDC) é uma instituição privada de utilidade pública sem fins lucrativos fundada em 1984 que se assume como a plataforma de debate e reflexão dos temas inovadores e decisivos para a indústria das Tecnologias de Informação e Comunicação e New Media em Portugal. O presidente da Associação para o triénio 2013-2015 é Rogério Carapuça.

## Histórico
A APDC surgiu em 1984, numa altura em que Portugal ainda estava fora da então Comunidade Económica Europeia (CEE) e o mercado das comunicações era monopolista e controlado pelo Estado, dividido entre os TLP – Telefones de Lisboa e Porto, os CTT – Correios e Telecomunicações de Portugal e a Companhia Portuguesa Rádio Marconi. Adivinhavam-se então os tempos de mudança, com a previsível entrada na CEE (que ocorreu a 1 de Janeiro de 1986) e com a evolução tecnológica que então se começava a verificar. A ideia da criação da associação surge da iniciativa de Gonçalo Sequeira Braga. Criado o núcleo dos primeiros dezasseis apoiantes, a APDC foi formalmente constituída a 13 de Novembro de 1984. Em Fevereiro de 1985, escolheram-se os primeiros corpos sociais: Virgílio Mendes para presidente da Assembleia-geral; Rocha de Matos para presidente do Conselho Fiscal; e Sequeira Braga para presidente da Direção.
Sequeira Braga dava assim corpo ao seu projecto, consolidando ideias e avançando com os primeiros projetos. Um desses projetos foi a revista Comunicações, cujo primeiro número foi publicado em Julho/Agosto de 1985. O “I Congresso Português das Comunicações” foi realizado em Março de 1986, tendo como “grandes princípios conclusivos” proceder à reorganização do sector das comunicações de uso público; promover a harmonização entre os planos sectoriais fixados pelo Governo e os planos estratégicos das empresas e operadores, tendo em vista os efectivos interesses nacionais; abrir à iniciativa privada meios de comunicação social; liberalizar alguns aspectos básicos de telecomunicações, numa abertura regulamentada. Um ano depois, em 1987, a APDC era oficialmente reconhecida como associação de utilidade pública.

## Atividades
A Associação desenvolve diversas iniciativas abrangendo temas críticos e estruturantes ligados do setor das TIC e New Media, entre outros conferências, workshops, jantares-debate etc.
Em paralelo, edita ainda trimestralmente a revista Comunicações. Entre as plataformas online estão ainda a APDC TV.

### Congresso das Comunicações
O Congresso das Comunicações APDC é o ponto alto das atividades anuais da Associação. A edição de 2012 será a 22ª edição desta iniciativa, que reúne anualmente cerca de 1.500 participantes e decisores do sector das TIC e New Media. A edição de 2012, com o tema “Um Mar de Oportunidades” decorrerá a 22 e 23 de Novembro, no Centro de Congressos de Lisboa.

## Associados
A APDC tem cerca de 120 associados institucionais e 600 associados individuais ativos. É de entre os seus Associados que são eleitos os membros dos órgãos sociais da APDC: Assembleia-Geral, Conselho Fiscal e Direção. Cada mandato na APDC tem a duração de três anos.

## Lista de presidentes
| Presidente             | Duração Mandato                 |
| ---------------------- | ------------------------------- |
| Gonçalo Sequeira Braga | Fevereiro a Novembro 1985       |
| Fernando Mendes        | Novembro 1985 a Fevereiro 1987  |
| Miguel Horta e Costa   | Fevereiro a Agosto 1987         |
| José Saraiva Mendes    | Agosto 1987 a Fevereiro 1989    |
| Iriarte Esteves        | Fevereiro 1989 a Fevereiro 1993 |
| João Mello Franco      | Fevereiro 1993 a Fevereiro 1995 |
| José Graça Bau         | Fevereiro 1995 a Fevereiro 1997 |
| Raul Junqueiro         | Fevereiro 1997 a Fevereiro 2001 |
| Luís Ribeiro           | Fevereiro 2001 a Fevereiro 2003 |
| Norberto Fernandes     | Fevereiro 2003 a Fevereiro 2006 |
| Raul Mascarenhas       | Fevereiro 2006 a Maio 2008      |
| Diogo Vasconcelos      | Maio 2008 a Março 2011          |
| Pedro Norton           | Março 2011 a Novembro de 2012   |
| Rogério Carapuça       | Janeiro 2013 > Presente         |